# Filz

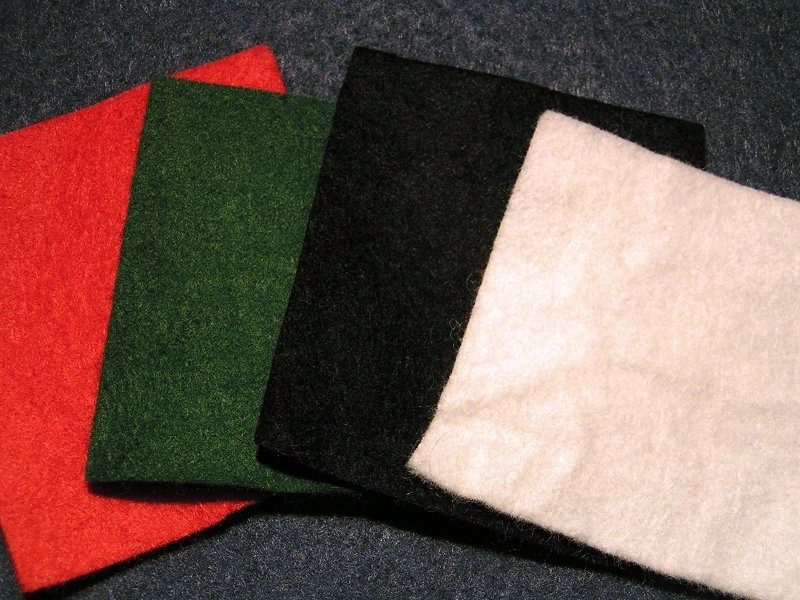
Filzmuster

Filz (verwandt mit mittellateinisch filtrum „Filter“) ist ein textiles Flächengebilde, das aus Schafwolle oder anderem Tierhaar und gegebenenfalls beigemischten Synthesefasern besteht, die durch Filzen oder Walken verfestigt werden. Durch die Struktur der Wollfaser, die Schuppen besitzt, verfilzt Wolle unter Einwirkung von Druck, Schub und Feuchtigkeit. Um die Dichte noch zu erhöhen, kann der Filz anschließend gewalkt werden.

## Geschichte
In der Fachliteratur wird teilweise die Meinung vertreten, dass Filze als textile Flächengebilde älter seien als Gewebe, wofür es aber keine Belege gibt. Es wurde spekuliert, dass die Wandmalereien in der jungsteinzeitlichen Siedlung Çatal Hüyük in Zentralanatolien um 6000 v. Chr. auf Filzteppiche zurückgehen, dies ist jedoch wenig überzeugend.

### Bronzezeit
Ein möglicher Filzfund aus Beyçesultan aus der Frühbronzezeit II (ca. 2600 v. Chr.) gilt als der bisher älteste Beleg für diese Technik.
Bei Ausgrabungen in Käwrigul in dem vorwiegend von Uiguren bewohnten Mongolischen Autonomen Bezirk Bayingolin in West-China wurden Filzmützen aus der Zeit um 1800 v. Chr. gefunden.
Mützen aus diesem Material wurden auch in Hünengräbern in Dänemark und Norddeutschland entdeckt. Sie stammen aus der Zeit um 1500 v. Chr.
In dem Grabhügel 3 von Bleckmar wurden in einem Frauengrab der mittleren Bronzezeit Reste einer Filzkappe gefunden. Auch Funde bei Behringen in Niedersachsen belegen, dass in Nord- und Mitteleuropa schon früh die Filz-Herstellung bekannt war.
Frühe Anhaltspunkte für die Existenz liegen, wie oben gesagt, von den Tocharern aus NW-China vor. Ab dem 3. Jahrhundert v. Chr. findet man hierzu auch Hinweise in der altchinesischen Literatur.

### Eisenzeit
Funde in der früheren Phrygier-Hauptstadt Gordion aus der Zeit um 700 v. Chr. zeigen, dass damals in Anatolien Filze bekannt waren. Auch assyrische Texte beschreiben die Filzherstellung. Die reichsten Funde früher Filze stammen aus den Pazyryk-Gräbern. Die im ewigen Eis des Altai-Gebirges entdeckten Kurgane der Skythen aus dem 5. Jahrhundert v. Chr. enthielten Filze von erstaunlich gleichmäßiger Dicke. Daraus darf auf eine weit fortgeschrittene Fertigungsmethode geschlossen werden. Diese Funde zeigen eine vielseitige Verwendung der teilweise durch Applikationen kunstvoll gemusterten Filze.

### Antike
Bei den Völkern der Antike waren in der klassischen Zeit Filze gut bekannt, wie mehrere Erwähnungen in der Literatur der Griechen und Römer sowie in Pompeji ausgegrabene Filzmacherwerkstätten belegen.
Als Meister der Filzherstellung in Asien galten die Mongolen und die Tibeter. Für beide Völker ergeben sich Hinweise auf eine frühe Nutzung dieses Materials, das für nomadisierende Gruppen besonders wichtig war. Sie verwendeten Filze nicht nur für ihre Kleidung, sondern auch für die Herstellung ihrer Zelte und Jurten.

## Herstellungsmethoden
Nassfilzen (auch unter dem Begriff Walkfilze zusammengefasst) des ungebundenen Vlieses mit warmem Wasser (Dampf) und Seife (alkalische Filzhilfe) ist die traditionelle, handwerkliche Verarbeitung der Wolle oder von Tierhaaren. In Kombination mit warmem Wasser und Seife stellen sich die Schuppen in der obersten Schuppenschicht der Haare (Cuticula) auf. Gleichzeitig durchgeführtes Walken bewirkt ein gegenseitiges Durchdringen der einzelnen Fasern. Die aufgestellten Schuppen verkeilen sich so stark ineinander, dass sie nicht mehr zu lösen sind. Das Werkstück schrumpft dabei stark und es ergibt sich ein festes textiles Flächengebilde. Die endgültige Form kann dabei nahtlos aus einem Stück herausgearbeitet werden. Da Walkfilze aus tierischen Fasern, zum Teil unter Beimischung von Zellwolle, bestehen, handelt es sich dabei um ein Naturprodukt, das biologisch abbaubar ist.
Die kunsthandwerkliche Tradition des Filzens wird in jüngerer Zeit von vielen Menschen und Kleinbetrieben wiederentdeckt. Dabei entsteht eine Gebrauchskunst, die vor allem robuste und wärmende Kleidungsstücke umfasst, zum Beispiel Schals, Jacken, Westen, Hüte, Hausschuhe und Pantoffeln, aber auch figürliche Arbeiten einschließt.

## Eigenschaften von Filz
- Elastizität: Filz ist druckelastisch und widerstandsfähig, sodass kaum Knitter entstehen.
- Isolationsfähigkeit: Zum einen ist Filz schallhemmend, zum anderen isoliert er gegen Hitze und Kälte.
- Saugfähigkeit: Wollfilz kann Feuchtigkeit aufnehmen, speichern und wieder abgeben.
- Schwere Entflammbarkeit: Wollfilz ist in der Regel nicht brennbar. Sogar bei direkter Feuereinwirkung wird der Stoff ab ca. 320 °C nur verkohlen.[9]

## Anwendungsgebiete
- Behausungen
  - Jurte

- Kleidungsstücke
  - Filzhut, Qeleshe
  - Pantoffel
  - Filzstiefel

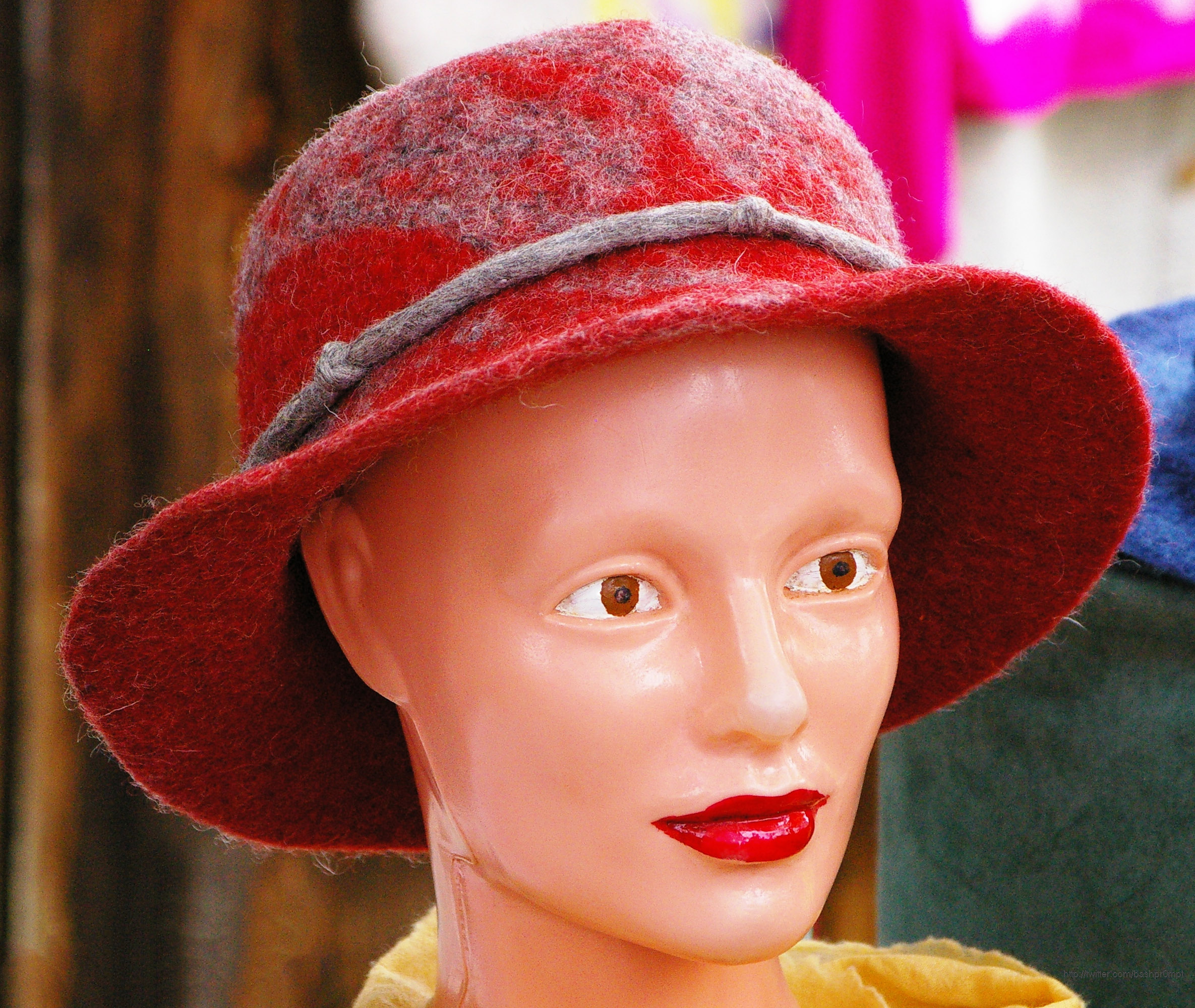
Filzhut

  - Janker (österreichische Tracht, ähnlich einem Sakko)
- Technik
  - Dichtungen (z. B.: Wälzlager, Filzringe und Filzstreifen laut DIN5419)
  - Abreinigbare Filtermedien zur Gasfiltration (meist oberflächenbehandelte Nadelfilze)
  - Öler
  - Abstreifer beim Stahl- und Aluminium-Kaltwalzen
  - Klaviere und Musikinstrumente
  - Geräuschdämmung
  - Polierfilz für Glas, Keramik, Metall
  - Trockenfilze bei der Papierherstellung
  - Gleitschicht
  - Möbelgleiter (Filzgleiter)
  - Filzverkleidung in Fahrzeugen
- Zeitgenössische Kunst, etwa Joseph Beuys und Robert Morris
- Dreadlocks
- Wohnaccessoires
  - Tischsets, Tischläufer, Vorhänge, Sitzauflagen, Teppiche
- Naturfaserverstärkte Kunststoffe (Nadelfilz aus Natur- und Polypropylenfasern für Formpressverfahren)

## Schädlinge
Die Ursache von Löchern im Filz aus Naturfasern können Motten sein.

## Reinigung
Bei oberflächlichem Schmutz reicht es aus, den Filz abzubürsten oder abzusaugen. Eine Handwäsche ist ebenso möglich. Dazu sollte der Filz zunächst benässt, anschließend mit Shampoo oder Wollwaschmittel eingerieben und hinterher ausgespült werden. Nach dem Trocken kann der Filz wieder in Form gestrichen werden; sollte das nicht funktionieren, kann ein Bügeleisen mit leichtem Dämpfen Abhilfe schaffen.

## Übertragene Bedeutung
Die kaum trennbaren Filzfasern liefern das Sprachbild für die Bedeutung Filz im übertragenen Sinne. Darunter wird verstanden, dass eine Gruppe von Personen durch – vor allem finanzielle – Abhängigkeiten in einer undurchschaubaren und vielfältigen Weise verknüpft ist (siehe auch: Klüngel, Korruption, Seilschaft). In ähnlicher Weise verwendet man das Sprachbild als Adjektiv und bezeichnet etwa ein System als „verfilzt“.